# フレンチリック
フレンチリック（英語: French Lick）は、アメリカ合衆国インディアナ州オレンジ郡の町。人口は1,722人（2020年国勢調査）。

## 歴史

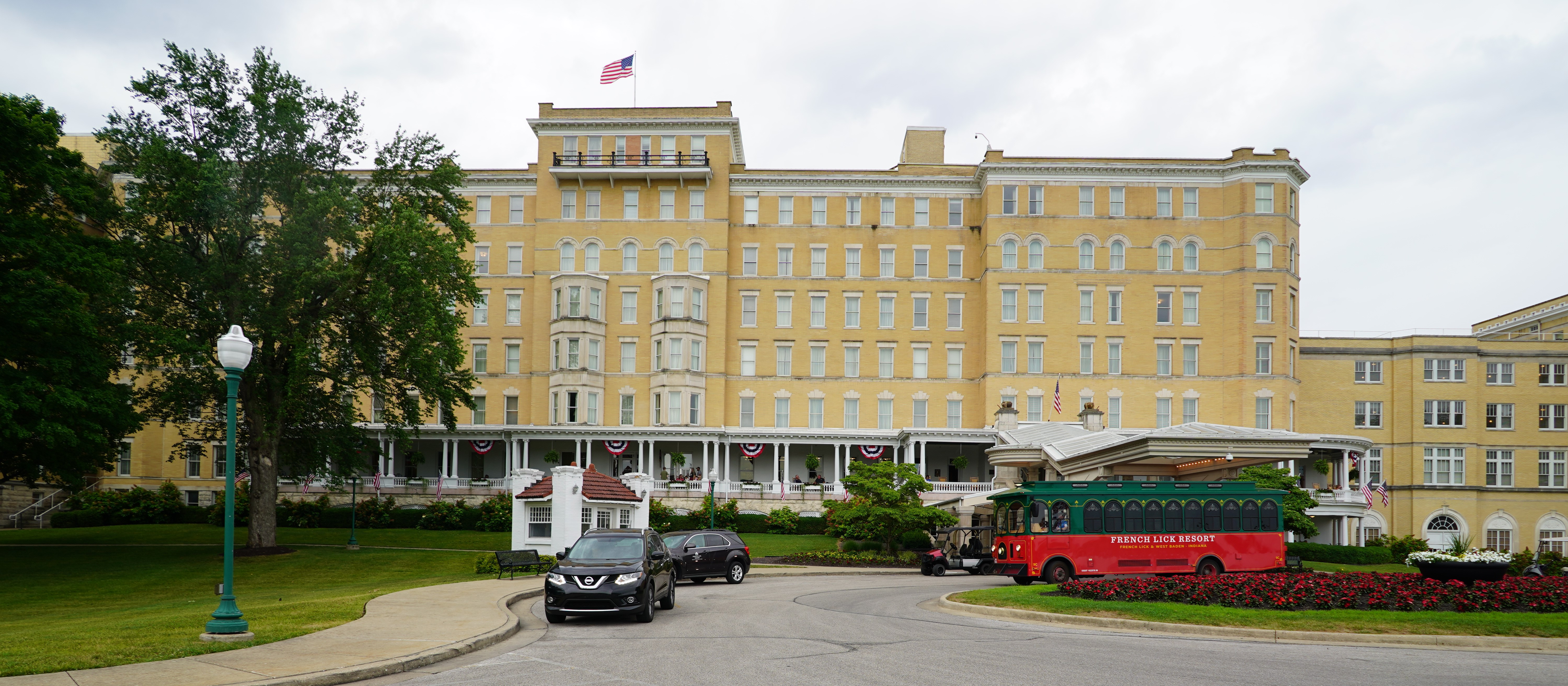
フレンチリック・スプリングス・ホテル

フレンチリックの名前の由来は諸説ある。「フレンチ」は地元の言い伝えによると、ビンセンズからやって来たフランス人入植者が現在のフレンチリック・リゾート辺りにキャンプを設置し、塩づくりをしていたというものだが、ビンセンズに残る記録からはこの話の真偽を裏付けるものは見つかっていない。「リック」は地表に出現した塩分を動物が舐めに来たことから、リックと呼ばれるようになったという（Mineral lick）。1811年、泉の近くに武装したレンジャーの駐屯地が建設された。ジョンソンが作成した1837年のインディアナ州の地図にはソルトスプリング（Salt Spring）と呼ばれていた。町は1857年に創設され、1847年に郵便局が開局した。
1840年頃より硫黄泉は医療目的で利用され始め、19世紀後半には温泉街として有名となった。またジョー・ルイス、アーヴィング・バーリン、アル・カポネら著名人を惹きつけるカジノも存在した。フレンチリック・リゾートは当時の娯楽の中心で、カジノが閉鎖され、町の全盛期を過ぎたあともホテルは営業を続けた。ホテルは2005年に改装工事により営業を終了し、翌年にリニューアルオープンした。
1931年6月、フレンチリック・スプリングス・ホテルで開催された全米知事会にて、ニューヨーク州知事のフランクリン・ルーズベルトは1932年アメリカ合衆国大統領選挙への出馬を表明した。
第二次世界大戦中の移動制限により、シカゴ・カブスとシカゴ・ホワイトソックスは1943年から1944年の春季トレーニングをフレンチリックで実施した。これは鉄道輸送を削減するため、1943年の春季トレーニングはミシシッピ川より東、オハイオ川の北の地域に制限されていたためであった。なおホワイトソックスは1945年にテレホートのメモリアルスタジアムへ移っている。
20世紀前半に最も売れた下剤のプルート・ウォーターの瓶詰めはフレンチリックで行われていた。またセブンアップの大規模な瓶詰め工場も存在したが、20世紀半ばに操業を停止した。
2015年、フレンチリック・リゾートのゴルフコースは全米プロシニアゴルフ選手権の会場となった。

## 地理
インディアナ州道56号線とインディアナ州道145号線の交差点に位置する。北はウェストバーデンスプリングスと接する。
かつてはモノン鉄道の駅が存在した。廃線後はインディアナ鉄道博物館となり、フレンチリック観光列車を運行している。
アメリカ合衆国国勢調査局によると、2023年の総面積は1.825平方マイル (4.73 km2)で、そのうち陸地は1.823平方マイル (4.72 km2)、水域は0.002平方マイル (0.0052 km2)、割合は0.11パーセントである。

## 住民
2020年国勢調査によると人口は1,722人である。人種別だと白人が約8割を占める。
| 人種 / 民族 (NH = 非ヒスパニック)           | 人口  | 割合   |
| ------------------------------------------- | ----- | ------ |
| 白人 (NH)                                   | 1,424 | 82.69% |
| アフリカ系アメリカ人 (NH)                   | 99    | 5.75%  |
| ネイティブ・アメリカン・アラスカ先住民 (NH) | 6     | 0.35%  |
| アジア系アメリカ人 (NH)                     | 19    | 1.10%  |
| 太平洋諸島系 (NH)                           | 4     | 0.23%  |
| その他の人種 (NH)                           | 9     | 0.52%  |
| 混血 (NH)                                   | 96    | 5.57%  |
| ヒスパニック/ラテン系アメリカ人             | 65    | 3.77%  |
| 合計                                        | 1,722 | 100%   |

## 教育

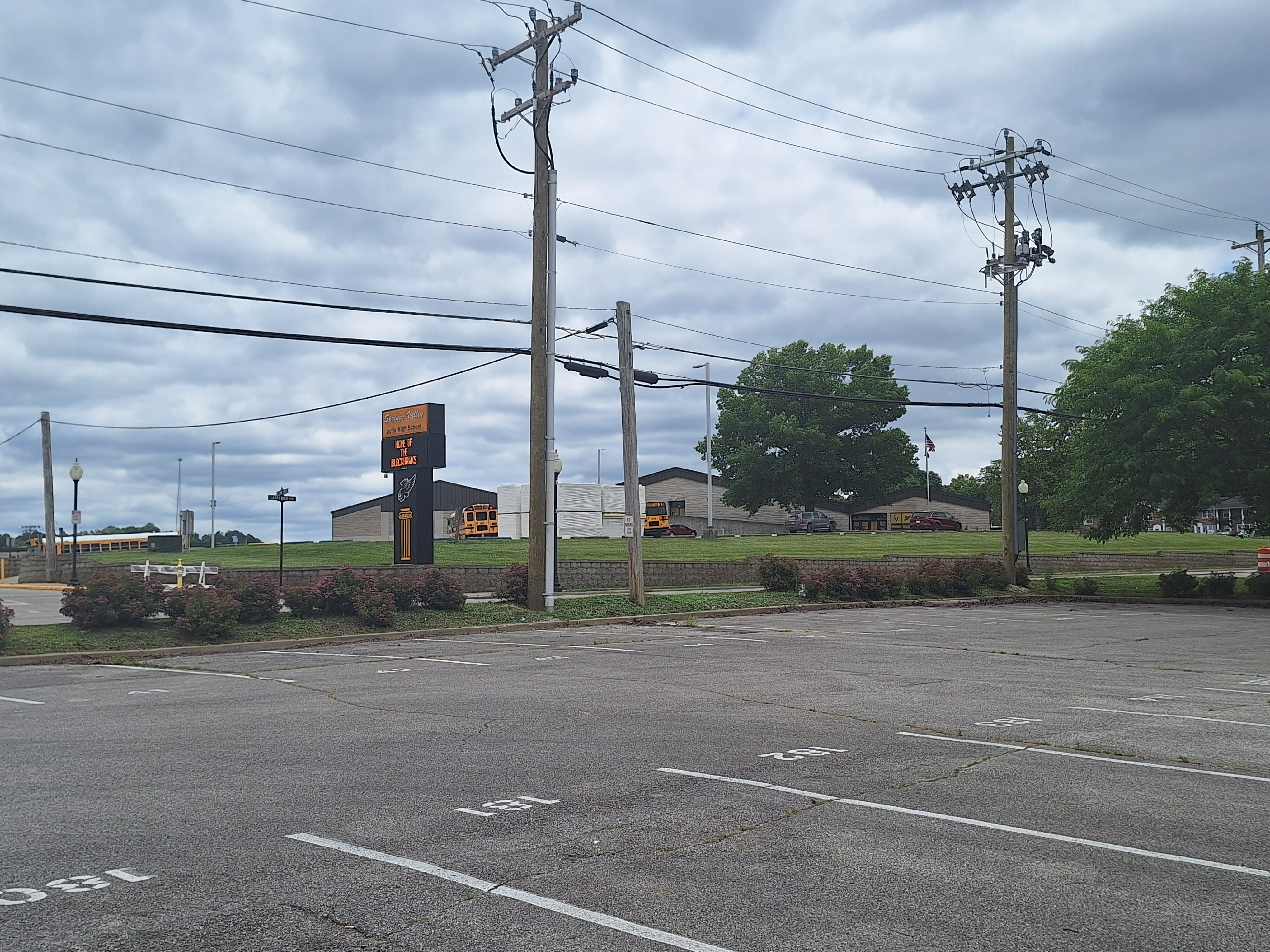
スプリングスバレー高校

フレンチリックはSprings Valley Community School Corporationが管轄しており、スプリングスバレー高校が所在する。
前身となるフレンチリック高校は1909年に開校した。マスコットは「レッドデビルズ」で、ローマ神話に登場する冥界を司る神プルートーをモチーフとしていた。スクールカラーは赤と白であった。フレンチリック高校とウェストバーデンスプリングス高校はスポーツにおいてライバル関係にあったが、1957年に両校は統合しスプリングスバレー高校となった。
町にはメルトン公共図書館がある。

## 出身人物
- ジェリー・レイノルズ（英語版） - バスケットボール選手
- ラリー・バード - 北隣のウェストバーデンスプリングス生まれ、フレンチリック育ち